# Premio Nacional de Investigación Julio Rey Pastor
El Premio Nacional de Investigación Julio Rey Pastor es un premio de Matemáticas y tecnologías de la información y las comunicaciones convocado por el Ministerio de Ciencia, Innovación y Universidades de España.
El premio se instauró en 2001 y pertenece junto con otros nueve premios a los Premios Nacionales de Investigación. La dotación asciende a 30.000€. 
El objetivo de todos estos premios es el reconocimiento de los méritos de los científicos o investigadores españoles que realizan «una gran labor destacada en campos científicos de relevancia internacional, y que contribuyan al avance de la ciencia, al mejor conocimiento del hombre y su convivencia, a la transferencia de tecnología y al progreso de la Humanidad».

## Premiados
| Año  | Investigador                   | Trabajo |
| ---- | ------------------------------ | --- |
| 2001 | Mateo Valero Cortés            | Redes de interconexión, computadores vectoriales y procesadores superescalares |
| 2003 | Juan Luis Vázquez Suárez       | Ecuaciones parabólicas no lineales que rigen los fenómenos de difusión en medios porosos                                                                                           |
| 2005 | Manuel de Hermenegildo Salinas | Informática, programación lógica y en la implementación eficiente de lenguajes lógicos                                                                                             |
| 2007 | Enrique Zuazua Iriondo         | teorías de ecuaciones en derivadas parciales y del control |
| 2009 | José Francisco Duato Marín     | Redes de interconexión |
| 2011 | Antonio Córdoba Barba          | Análisis de Fourier y en las ecuaciones en derivadas parciales y sus aplicaciones en mecánica de fluidos                                                                           |
| 2018 | Ramón López de Mántaras        | Por ser pionero en el estudio de la Inteligencia Artificial y por su liderazgo internacional en esta disciplina.                                                                   |
| 2020 | Carme Torras Genis             | Por sus aportaciones pioneras en el área de la robótica inteligente, a nivel nacional e internacional y, en especial, en el campo de la robótica social                            |
| 2021 | Luis Vega González             | Por sus aplicaciones al estudio del análisis armónico para ecuaciones diferenciales dispersivas, que han supuesto un impacto científico muy singular en el área de las Matemáticas |
| 2022 | Antonio Ros Mulero             | Por su trayectoria científica en el área del análisis geométrico |